# ماري بيرن
ماري بيرن (بالإنجليزية: Mary Byrne)‏ هي مغنية أيرلندية، ولدت في 3 نوفمبر 1959 في Ballyfermot ‏ في جمهورية أيرلندا.

## وصلات خارجية
- ماري بيرن على موقع IMDb (الإنجليزية)
- ماري بيرن على موقع ميوزك برينز (الإنجليزية)
- ماري بيرن على موقع ديسكوغز (الإنجليزية)